# Jules Van den Heuvel

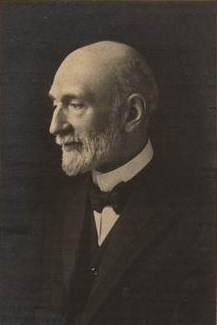
Jules Van den Heuvel

Jules Norbert Marie Van den Heuvel (* 16. November 1854 in Gent, Ostflandern, Belgien; † 22. Oktober 1926 ebenda) war ein belgischer Hochschullehrer, Botschafter und Politiker der Katholischen Partei.

## Biografie
Van den Heuvel studierte nach dem Schulbesuch Rechtswissenschaft, Politikwissenschaft und Verwaltungslehre und schloss diese Studien mit der Promotion ab. Nachdem er 1879 seine Zulassung als Rechtsanwalt erhalten hatte, wurde er 1883 Professor für Öffentliches Recht an der Katholischen Universität Löwen.
Im August 1899 wurde er von Premierminister Paul de Smet de Naeyer zum Justizminister in dessen Kabinett berufen und gehörte diesem bis zum Ende von de Smet de Naeyers Amtszeit im Mai 1907 an. Während seiner Amtszeit als Justizminister leitete er Reformen beim Arbeitsvertragsrecht, beim Glücksspiel, im Scheidungsrecht, im Recht der Société anonyme sowie im Vaterschaftsrecht ein.
Mit seinem Ausscheiden aus der Regierung wurde ihm am 1. Mai 1907 der Ehrentitel Staatsminister verliehen. Kurz darauf war er von Juni bis Oktober 1907 Delegierter auf der 2. Haager Friedenskonferenz.
Im Mai 1908 wurde er zunächst korrespondierendes und dann im Mai 1919 Vollmitglied der Königlichen Akademie der Wissenschaften und Schönen Künste von Belgien.
Daneben war er von 1915 bis 1918 Botschafter beim Heiligen Stuhl. Außenminister Paul Hymans berief ihn außerdem zu seinem Berater bei der Pariser Friedenskonferenz 1919.